# Castell de Ljubljana

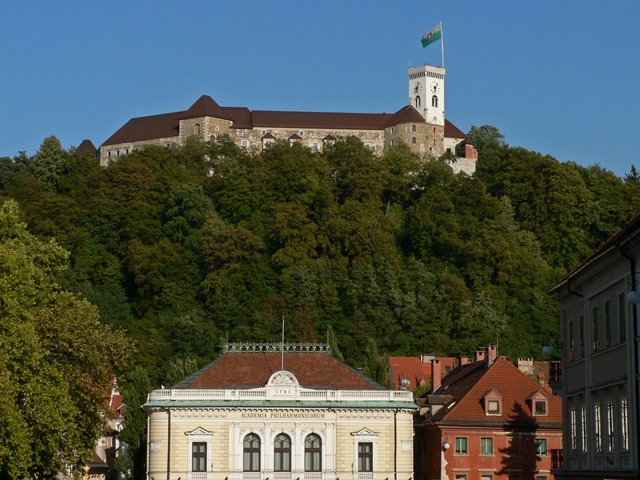
El Castell vist des de la plaça del Congrés (Kongresni Trg)

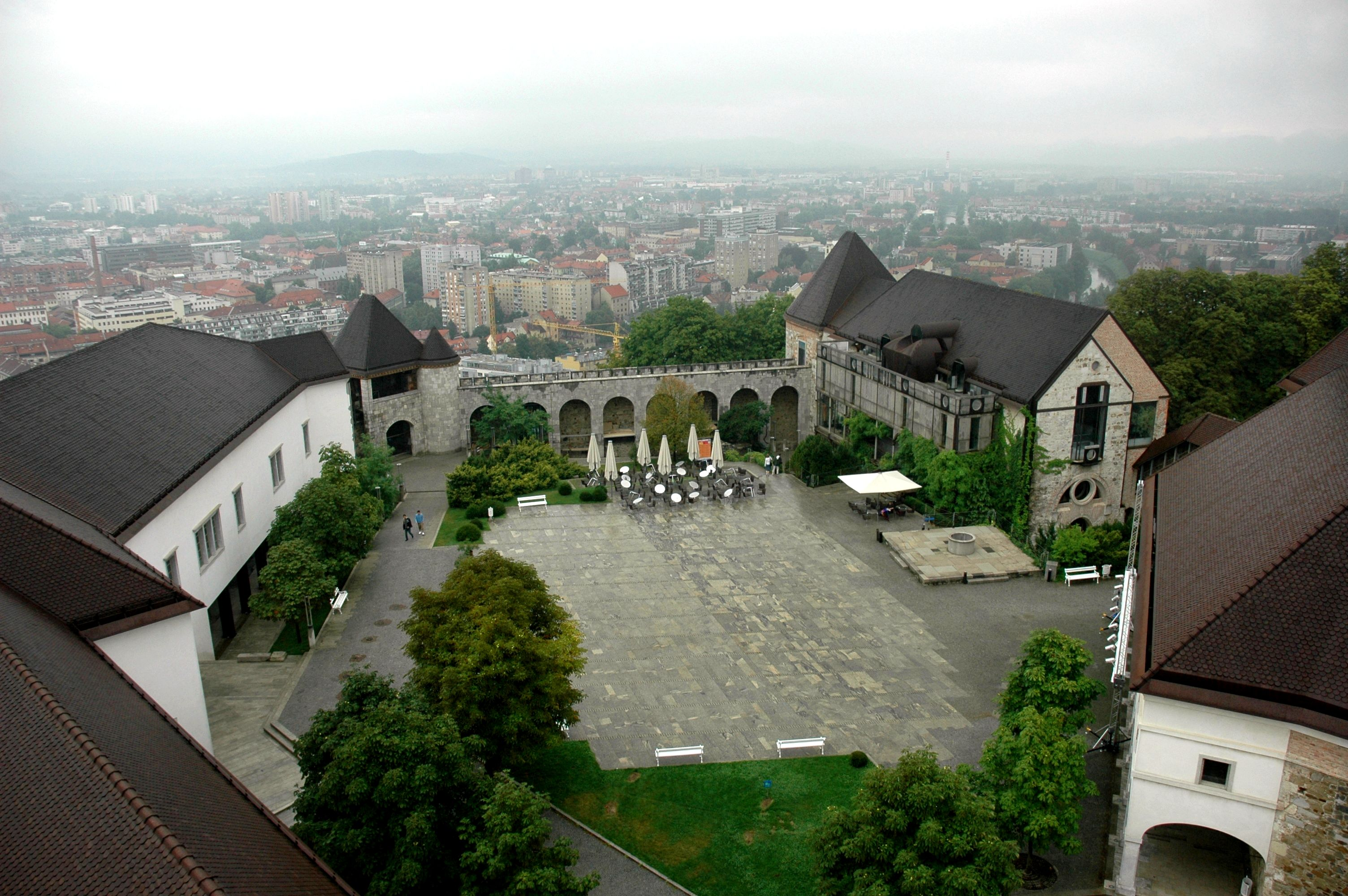
La plaça del castell, amb Ljubljana al fons, des de la torre del castell

El Castell de Ljubljana (en eslovè: Ljubljanski Grad) és un castell medieval situat dalt del turó del Castell a Ljubljana, Eslovènia, que domina el centre de la ciutat. La zona que envolta l'actual castell es troba habitada des de l'any 1200 aC, i és probable que el cim del pujol fos una fortalesa de l'exèrcit romà després que celtes i il·liris hi construïren fortificacions.
Esmentat per primera vegada el 1144 com a seu del ducat de Caríntia, el castell és destruït quan el ducat passa a les mans dels Habsburg el 1335. Entre 1485 i 1495 es construeix el castell actual i s'erigeixen les torres. El seu objectiu era el de defensar el Sacre Imperi Romanogermànic de la invasió otomana i també de les revoltes camperoles. Als segles xvii i xviii, el castell es converteix en arsenal i hospital militar. Va ser danyat durant el període napoleònic i, una vegada de tornada a l'Imperi Austríac, passa a ser presó fins a l'any 1905, reprenent aquesta funció durant la Segona Guerra Mundial. La torre principal del castell data de 1848 i en ella vivia un guàrdia la missió del qual era la de disparar canons per advertir a la ciutat en cas d'incendi o per anunciar esdeveniments i visites importants.
El 1905 la ciutat de Ljubljana compra el castell, sofrint una sèrie de reformes en els anys seixanta. Des de la seva finalització, el castell és una atracció turística i lloc on tenen lloc diversos esdeveniments culturals. Des de l'any 2007 un funicular connecta el centre de la ciutat amb el castell.

## Història
Segons les restes arqueològiques, l'àrea de l'actual castell ha estat poblada de forma continuada des de l'any 1200 aC, on es construïren els primers assentaments i les posteriors fortificacions.
El castell és esmentat per primera vegada el 1144 com a seu dels ducs de Carintia Spanheim.
Al segle xv, el castell es va ampliar amb una capella i es reforçà l'entrada amb murs, torres i un pont. Als segles xvi i xvii s'anà ampliant gradualment.
Com que no era la casa de cap rei ni persona noble important i les fortificacions en aquesta àrea ja no eren necessàries, el castell va perdre la seva importància. Els costos de manteniment eren massa alts i va començar a deteriorar-se.